# Xã Washington, Quận Scioto, Ohio
Xã Washington (tiếng Anh: Washington Township) là một xã thuộc quận Scioto, tiểu bang Ohio, Hoa Kỳ. Năm 2010, dân số của xã này là 5.555 người.